# IC 5072
IC 5072 је спирална галаксија у сазвјежђу Паун која се налази на листи објеката дубоког неба у Индекс каталогу.
Деклинација објекта је - 72° 59' 17" а ректасцензија 21h 1m 56,5s. Привидна величина (магнитуда) објекта IC 5072 износи 14,8 а фотографска магнитуда 15,6. IC 5072 је још познат и под ознакама ESO 47-20, PGC 65938.